# Нельсон (Вісконсин)
Нельсон (англ. Nelson) — селище (англ. village) в США, в окрузі Баффало штату Вісконсин. Населення — 574 особи (2020).

## Географія
Нельсон розташований за координатами 44°25′11″ пн. ш. 91°59′50″ зх. д. / 44.41972° пн. ш. 91.99722° зх. д. (44.419613, -91.997260).  За даними Бюро перепису населення США в 2010 році селище мало площу 3,73 км², з яких 3,45 км² — суходіл та 0,28 км² — водойми.

## Демографія
Згідно з переписом 2010 року, у селищі мешкали 374 особи в 172 домогосподарствах у складі 101 родини. Густота населення становила 100 осіб/км².  Було 204 помешкання (55/км²).
Расовий склад населення:
| - 98,7 % — білих |

До двох чи більше рас належало 1,3 %. Частка іспаномовних становила 1,3 % від усіх жителів.
За віковим діапазоном населення розподілялося таким чином: 19,5 % — особи молодші 18 років, 59,4 % — особи у віці 18—64 років, 21,1 % — особи у віці 65 років та старші. Медіана віку мешканця становила 44,4 року. На 100 осіб жіночої статі у селищі припадало 120,0 чоловіків;  на 100 жінок у віці від 18 років та старших — 112,0 чоловіків також старших 18 років.
Середній дохід на одне домашнє господарство  становив 71 793 долари США (медіана — 46 786), а середній дохід на одну сім'ю — 55 714 долари (медіана — 49 583). Медіана доходів становила 36 875 доларів для чоловіків та 37 188 доларів для жінок. За межею бідності перебувало 15,3 % осіб, у тому числі 30,1 % дітей у віці до 18 років та 12,5 % осіб у віці 65 років та старших.
Цивільне працевлаштоване населення становило 175 осіб. Основні галузі зайнятості: виробництво — 26,3 %, будівництво — 14,9 %, мистецтво, розваги та відпочинок — 14,3 %.